# Władysław Król (Eishockeyspieler)

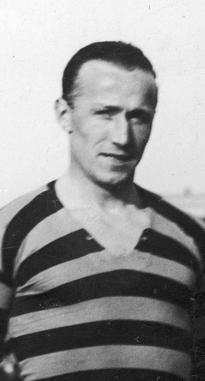
Władysław Król

Władysław Król (* 30. Oktober 1907 in Kijany, Gouvernement Lublin, Russisches Kaiserreich; † 28. Januar 1991 in Łódź) war ein polnischer Eishockeyspieler und -trainer sowie Fußballspieler und -trainer.  

## Karriere
Władysław Król arbeitete hauptberuflich als Mechaniker. Im Fußball war er zwischen 1928 und 1946 für ŁKS Łódź aktiv und erzielte für die Mannschaft in mehr als 450 Spielen insgesamt 104 Tore. Er war einer der Mitbegründer der Eishockeyabteilung des ŁKS Łódź im Winter 1929/30. Für die Mannschaft war er in den 1930er Jahren als Spielertrainer aktiv. 
In den 1950er Jahren war Król als Trainer der Fußballmannschaft von ŁKS Łódź angestellt. Mit der Mannschaft gewann er 1957 den polnischen Pokalwettbewerb sowie 1958 den polnischen Meistertitel. Anschließend war er in der Nachwuchsabteilung des Vereins tätig und wurde 1962 mit den U19-Junioren Polnischer Meister in ihrer Altersklasse. Parallel war er im Senioren- und Juniorenbereich weiterhin als Eishockeytrainer für ŁKS Łódź tätig.    

### International
Für die polnische Eishockeynationalmannschaft nahm Król an den Olympischen Winterspielen 1936 in Garmisch-Partenkirchen teil. Zudem stand er im Aufgebot seines Landes bei mehreren Weltmeisterschaften. Zwischen 1934 und 1939 bestritt er insgesamt 19 Länderspiele für Polen, in denen er drei Tore erzielte. 
Für die polnische Fußballnationalmannschaft bestritt er vier Länderspiele zwischen 1933 und 1937 und erzielte dabei zwei Tore.

## Erfolge und Auszeichnungen
- 1957 Polnischer Fußballpokal mit ŁKS Łódź (als Trainer)
- 1958 Polnischer Fußballmeister mit ŁKS Łódź (als Trainer)
- 1962 Polnischer U19-Fußballmeister mit ŁKS Łódź (als Trainer)